# Rehoboth
Rehoboth (historisch auch auf Khoekhoegowab ǀAnhes bzw. ǃAnisKlicklaut) ist eine Stadt und Kreisverwaltungssitz in der Region Hardap in Namibia. Die Stadt liegt circa 85 Kilometer südlich der namibischen Hauptstadt Windhoek und direkt an der B1. Rehoboth wurde 1845 gegründet und nach der biblischen Stadt Rechovot (in Israel) benannt. Rehoboth hat (Stand 2011) 28.800 Einwohner.

## Geschichte

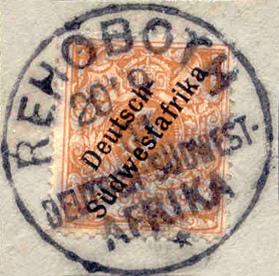
Briefmarke der Reichspost für Deutsch-Südwestafrika mit Poststempel Rehoboth 1901

Rehoboth wurde 1845 durch den Missionar Franz Heinrich Kleinschmidt gegründet. Rehoboth wurde 1870 dann zum Stammessitz der aus der Kapprovinz eingewanderten sogenannten Rehobother Baster (Nachkommen aus Mischehen zwischen Nama(-frauen) und burischen Einwanderern aus der Kapregion (Südafrika)) unter ihrem Kaptein Hermanus van Wyk und sollte als Puffer zwischen den in ständiger Fehde liegenden Nama von Hoachanas und Herero von Okahandja dienen. Die hier siedelnden Baster nannten sich fortan Rehoboth Baster (wobei die Bezeichnung „Baster“ durchaus als Ehrentitel verstanden wird). Aufgrund ihrer exponierten Lage zwischen diesen beiden „Supermächten“ im damaligen Südwest-Afrika war Rehoboth wiederholt Schauplatz blutiger Auseinandersetzungen, Plünderungen und Zerstörungen, insbesondere nachdem sich hier auch der Nama-Stamm der Swartbooi angesiedelt hatte.
Nach der Inbesitznahme von Südwest-Afrika durch Deutschland und Begründung der Kolonie Deutsch-Südwestafrika schlossen die Rehobother Baster als einer der ersten Stämme Schutz- und Beistandsverträge mit der deutschen Schutzmacht ab (1885) und unterstützten diese aktiv bei der angestrebten Befriedung des unruhigen Landes durch Gestellung von Baster-Verbänden. Auch zu Beginn des Ersten Weltkrieges wurde in Rehoboth eine Freiwilligenkompanie der Baster unter deutscher Führung aufgestellt, jedoch mit der ausdrücklichen Beschränkung, nicht gegen Weiße eingesetzt werden zu dürfen. Im Gegenzug für ihre loyale Haltung erhielten die Rehoboth Baster von der deutschen Kolonialverwaltung beschränkte Autonomierechte zugestanden. Nachdem sich die Baster kurz vor Kriegsende 1915 gegen die deutsche Bevormundung erhoben hatten, wurden ihnen zunächst auch von der südafrikanischen Mandatsverwaltung diese Autonomierechte weiter zugestanden, aber 1925 wieder aberkannt. Die Baster erhoben sich zwar gegen diese Maßnahme, lenkten jedoch ein, als die Südafrikaner mit der Bombardierung von Rehoboth drohten.
Rehoboth und die Kapteine der Rehobother Baster verloren im Zuge der Unabhängigkeit ihre Sonderrechte. Das Rehoboth-Gebiet wurde auf drei verschiedene Verwaltungs-Wahlkreise aufgeteilt, und dies, obwohl zunächst der Völkerbund und später auch die UNO zunächst die quasi eigenstaatlichen Rechte Rehoboths anerkannte. Vor der namibischen Unabhängigkeit erwogen die Baster sich der Südafrikanischen Union anzuschließen, um ihre Eigenständigkeit zu wahren. Im Zuge der politischen Umbrüche in Südafrika konnte dieses Vorhaben jedoch nicht weiter verfolgt werden.

## Kommunalpolitik
Bei den Kommunalwahlen 2020 wurde folgendes amtliche Endergebnis ermittelt.
| Partei                                                   | Stimmen | Sitze |
| -------------------------------------------------------- | ------- | ----- |
| LPM                                                      | 2468    | 2     |
| SWAPO                                                    | 2322    | 2     |
| Rehoboth Independent Town Management Association (RITMA) | 1523    | 2     |
| UPM                                                      | 841     | 1     |

## Infrastruktur

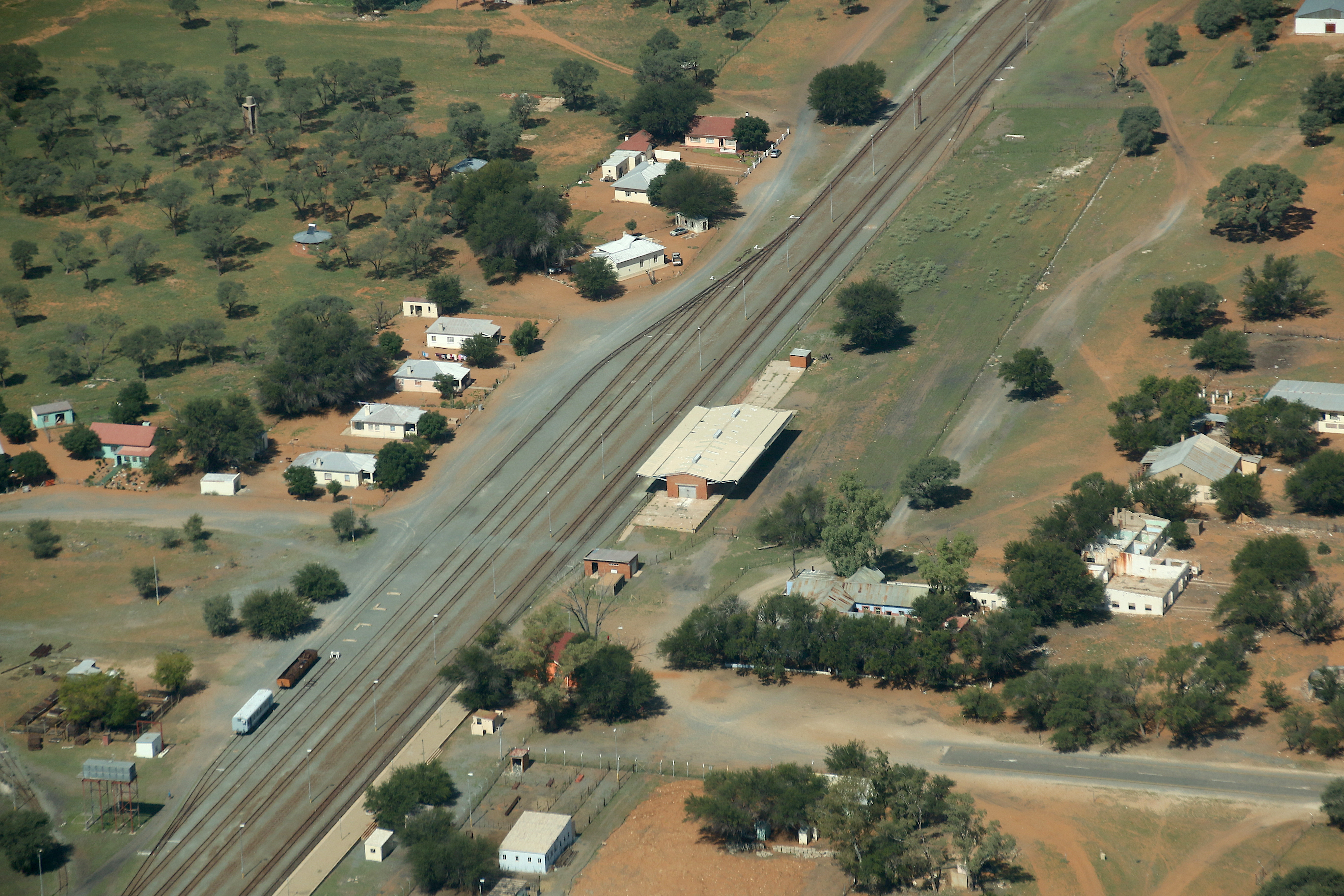
Bahnhof Rehoboth (2018)

Die TransNamib betriebenen Bahnstrecke Windhoek–Nakop verläuft unweit von Rehoboth. Der Bahnhof befindet sich 12 km östlich der Ortschaft in der Vorstadt Rehoboth Stasie/Station. Rehoboth wurde aus Kostengründen nicht direkt mit der Bahn erschlossen. Der Staat baute nach Protesten der Stadtführung eine Tramway-Linie in 60-cm-Schmalspur vom Bahnhof bis zur Ortsmitte. Die Anschlussbahn wurde von einem Georg Brauer gemietet und betrieben. Der Bahnbetrieb wurde am 15. Januar 1913 aufgenommen und in den frühen 1950er Jahren aufgegeben.
Rehoboth ist an die Nationalstraße B1 sowie die Hauptstraßen C24 und C25 abgeschlossen.
In Rehoboth befindet sich das von der Römisch-katholischen Kirche in Namibia betriebene St.-Mary-Krankenhaus, eine staatliche Klinik und die Handelskammer Rehoboth. Wegen seiner reichen Geschichte bestehen in Rehoboth 72 Kirchen. Unweit der Stadt befindet sich mit Reho Spa eine Thermalquellenanlage, die seit Mitte der 2000er Jahre geschlossen ist. Die Geschichte der Stadt wird im Rehoboth Museum belegt.
Westlich, nahe der Stadt, liegt der Oanob-Damm, der die Einwohner Rehoboths mit Wasser versorgt.

### Bildungseinrichtungen
Grundschulen
- Groendraai Primary School
- Herman Schoer Primary School
- J.T.L. Beukes Primary School
- J.W. Mouton Primary School
- Mauheus Hansen Primary School
- Origo Primary School
- Petrus Vries Primary School
- Ruimte Primary School
- Schlim Primary School
- St. Joseph’s Primary School[7] (RKK Namibia)
- St. Mary’s Primary School
- Tsumis Farm Primary School
- Vooruitsig Primary School
- Witkop Primary School
- Witkrans Primary School

Oberschulen
- Dr. Lemmer High School
- M&K Gertze High School
- Pionier Junior Secondary School
- Rehoboth High School
- Rehoboth Junior Secondary School

## Städtepartnerschaften
- Dessau-Roßlau, seit 1. Januar 2012[8]

## Söhne und Töchter der Stadt
- Eberhard von Vietsch (1912–1982), deutscher Historiker und Archivar
- Ottilie Abrahams (1937–2018), Lehrerin und Politikerin
- Sustjie Mbumba (* 1953), First Lady
- Jan van Wyk (* 1969), Politiker
- Theo Diergaardt (1970–2020), Politiker
- Henrico Botes (* 1979), Fußballspieler
- Trevino Forbes (* 1985), Politiker
- Brian Brendell (* 1986), Fußballspieler

## Galerie

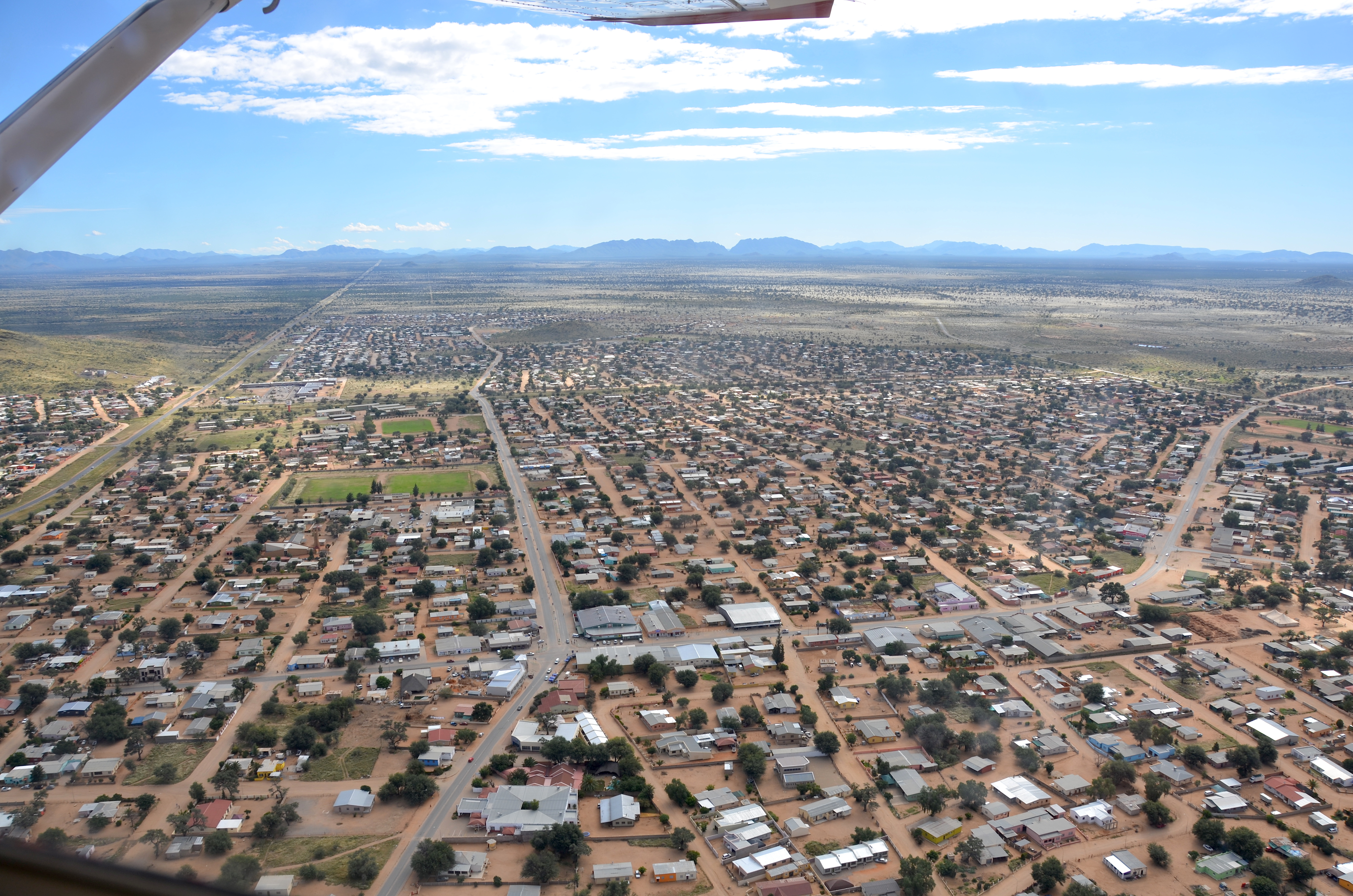
Rehoboth aus der Vogelperspektive (2017)
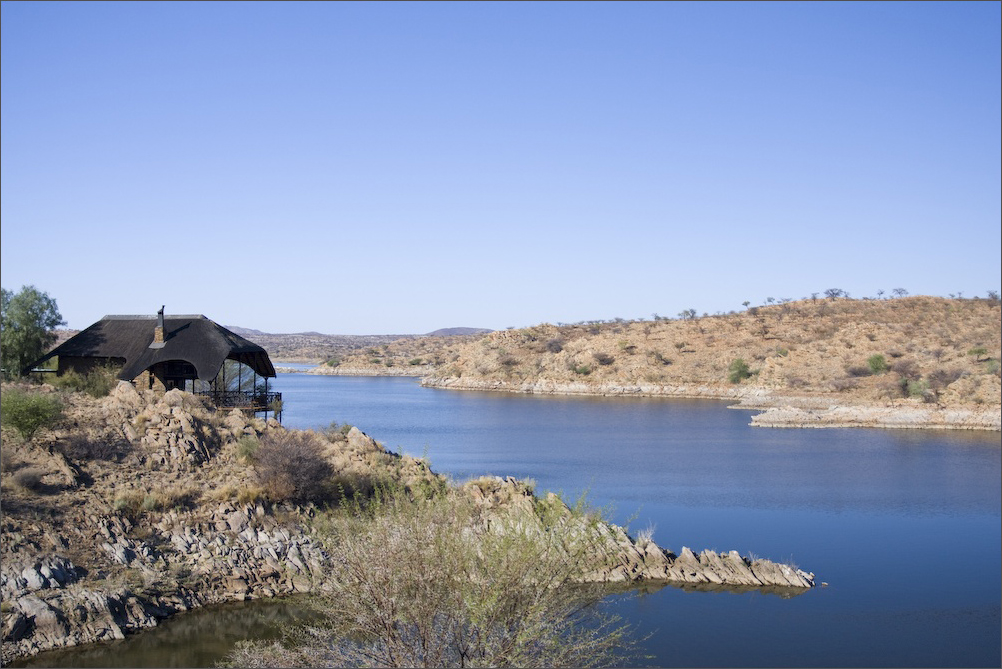
Oanob-Stausee und Erholungsgebiet, westlich von Rehoboth
Rehoboth, Blick auf die deutsche Station, um 1910